# СЭС-5
СЭС-5 — разобранная солнечная тепловая электростанция башенного типа, располагавшаяся в 5 км юго-восточнее Щёлкино, в Крыму. Установленная мощность 5 МВт.

## История
Экспериментальная станция была построена между Акташским солёным озером и берегом Казантипского залива, у села Азовское, и была первой солнечной электростанцией башенного типа в СССР. Спроектирована при участии тридцати проектно-конструкторских организаций Министерство энергетики и электрификации СССР. Генпроектировщик- рижское отделение всесоюзного государственного научно-исследовательского и проектно-изыскательного института по проектированию атомных электростанций и крупных топливно-энергетических комплексов «Атомтеплоэлектропроект», ныне АО "Силтумелектропроектс" (AS "Siltumelektroprojekts"), Латвия. Расчёт поля гелиостатов проведён ЭНИНом и НПО «Солнце» АН ТССР. Научное руководство осуществлял ЭНИН. Проект строительства СЭС-5 был утверждён в июне 1980 года. В 1981 году началось строительство электростанции. Основным подрядчиком являлось Запорожское строительное управление Днепрострой, которое рядом возводило Крымскую АЭС.
Основной целью было выяснить особенности работы специфического оборудования, применяемого в работе электростанции а также накопить опыт эксплуатации всех систем станции. В том числе выявить недостатки схемы и отдельных элементов оборудования и по-возможности, в процессе освоения СЭС-5, реконструировать несовершенные системы.
Стоимость строительства составила 26-29 млн. рублей. СЭС-5 являлась пилотным проектом для создания более мощных СЭС в 200 и 320 МВт.
Первое пробное включение генератора станции СЭС-5 в сеть состоялось в сентябре 1985 г. В тот момент функционировало 420 гелиостатов.
Полностью станция вступила в строй в 1986 году. Общая стоимость строительства СЭС-5 составила около 29 млн. рублей.
За время до остановки в начале 90-х солнечная электростанция выработала около 2 млн кВт-ч электроэнергии.
В январе 1995 года, из-за отсутствия финансирования, сложности в обслуживании оптического оборудования и в виду потери за 10 лет эксплуатации зеркал части отражающей способности, было принято решение о закрытии СЭС-5.
В 2005 году башню разрезали на металлолом.
В 2008 году на территории солнечной электростанции установили два ветрогенератора мощностью по 650 кВт каждый.
В 2012 году пожарную ёмкость, объёмом 5000 м³, разрезали на металлолом.

## Основные сведения
Состав сооружений станции:
- башня-концентратор, высотой 89 м;

Схема территории СЭС-5

- площадь участка гелиостатов 20 га;
- количество гелиостатов: 1600 шт. (каждый состоял из 45 зеркальных фацет, размерами 550×1030 мм, суммарной площадью 25,5 м²), расположение в соседних рядах — шахматное;
- коэффициент отражения: 0,71;
- площадь приёмника: 154 м²[К 1];
- номинальная температура теплоносителя в приёмнике: +250 °C;
- объём[К 2][19] теплового аккумулятора: 70 м³;
- ёмкость теплового аккумулятора: 3—4 часа или около 10 часов в режиме пониженной мощности (примерно 50 %);
- давление: 4 МПа;
- управляющие ЭВМ: CM-2 и CM-2М[7];
- пожарная ёмкость, объёмом 5000 м³.

Поскольку СЭС-5 была экспериментальной, то на ней отрабатывались разные способы управления и разное оборудование.
Поле гелиостатов было круглое (по аналогии с американской Солар Один) и делилось на две половины. Первая половина (восточная часть) (ППУ С1-1 — С1-6; ППУ С2-1 — С2-4) управлялась центральной ЭВМ СМ-2М.

### Оптические датчики (ОД)

Схема расположения оптических датчиков

Одной из важнейших частей станции являлись оптические датчики (ОД). Они размещались перед каждым гелиостатом на специальных сваях. Сверху сваи устанавливался металлический гусак с выдвижной трубой, к которой и крепился ОД. Высота расположения оптических датчиков была разной и зависела от удалённости от башни. 

Схема оптического датчика

В отличие от полноповоротных гелиостатов, оптические датчики были неподвижны. Поэтому от их правильной установки и юстировки зависела точность попадания отражённых лучей на солнечный парогенератор (СПГ).
Первые модели оптических датчиков представляли собой цилиндр в котором были размещены две электронные платы и пять фотодиодов. В нижней части, направленной в сторону гелиостата, было круглое отверстие для отражённых от зеркала лучей. В верхней части, направленной в сторону башни, был штепсельный разъём (ШР). Вероятно из-за не герметичности последнего в ОД часто просачивалась вода во время осадков. Оптический датчик выдавал пять сигналов: вниз, вверх, влево, вправо и ПОС (потеря объекта слежения). Напряжение питания 15В.
В конце 1980-х годов была осуществлена попытка внедрения новых ОД в алюминиевом корпусе с пятью фотодиодами и улучшенным кабелем питания. В отличие от предыдущих моделей в нём блок электроники уже размещался в нижней части гелиостата.

## Сложности проекта
- ввиду большой парусности зеркал и близости озера для установки каждого гелиостата приходилось забивать по четыре[К 3] железобетонных сваи[8];
- во время дождя вода затекала в оптические датчики (ОД);
- некоторые гелиостаты, при повороте, цеплялись углами полотна за столбы ОД, позже было решено их срезать.

## Производство электроэнергии
Расчётное ежегодное число часов работы станции 1920. За время до остановки в начале 1990-х годов солнечная электростанция выработала около 2 миллионов кВт*час электроэнергии.

## Руководство
- директор (с момента постройки и до 1991 года): Владимир Александрович Дубовенко[21].
- начальник цеха ТАИ (1985-1995): Владимир Владимирович Кишко. Ныне директор Минской ТЭЦ-5[22].